# Partit Nou Progressista (Puerto Rico)
El Partit Nou Progressista (castellà: Partido Nuevo Progresista, PNP) és un partit polític que defensa per Puerto Rico poder esdevenir un estat dels Estats Units. El partit va ser fundat el 1967 per dissidents del Partit Republicà, que estaba a favor de l'estatidat, descontents per la indicació als seus membres de no participar en el referèndum realitzat aquell mateix any.
El PNP és un dels dos partits de Puerto Rico amb força política significativa i actualment manté el lloc de comissari resident. Després de les eleccions de 2012, el partit té una minoria del seients tant en el Senat com en la Cambra de Representants, així com en les alcaldies dels municipis de Puerto Rico.
Políticament, contrasta amb el Partit Popular Democràtic (PPD) que  defensa mantenir l'estatus polític actual de Puerto Rico com un territori no incorporat dels Estats Units amb un autogovern així com amb el Partit Independentista Porto-riqueny (PIP) que defensa la independència de Puerto Rico.
Els membres del partit són anomenats penepés, progresistas, o estadistas ("estatistes") i estan afiliats amb el Partit Demòcrata i Partit Republicà dels Estats Units.

## Història
El partit va tenir els seus començaments l'agost de 1967 en una assemblea en un complex esportiu a la zona Country Club de San Juan, Puerto Rico. El 5 de gener de 1968, el partit fou certificat com a grup polític oficial per la Comissió d'Eleccions Estatal de Puerto Rico. El partit va tenir les seves arrels en un previ partit a favor de l'estatidat dirigit per Miguel Angel García Méndez. El nou partit va fer campanya poc exitosa a favor de l'estatidat de Puerto Rico en el referèndum de 1967, fins i tot encara que l'històric partit Republicà, a favor de l'estatidat, decidis boicotejar aquell plebiscit. El principal fundador del partit, president, i anterior abanderat del partit Republicà, fou Luis A. Ferré.
Amb Luis Ferré Aguayo el PNP va arribar al poder el gener de 1969, després de derrotar Luis Negrón López, el candidat a governador del Partit Popular Democràtic (PPD) en les eleccions de novembre de 1968. La minoria de vots van ser obtinguts pel Partit del Poble, dirigit pel Governador Roberto Sánchez Vilella, així com el candidat del Partit Independentista Porto-riqueny (PIP), Antonio González.

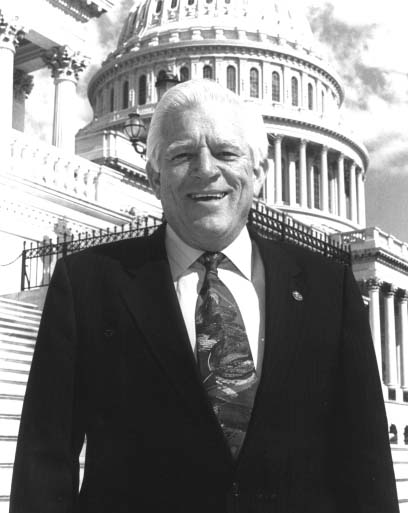
Carlos Romero Barceló del PNP, fou Governador de Puerto Rico (1977-1985)
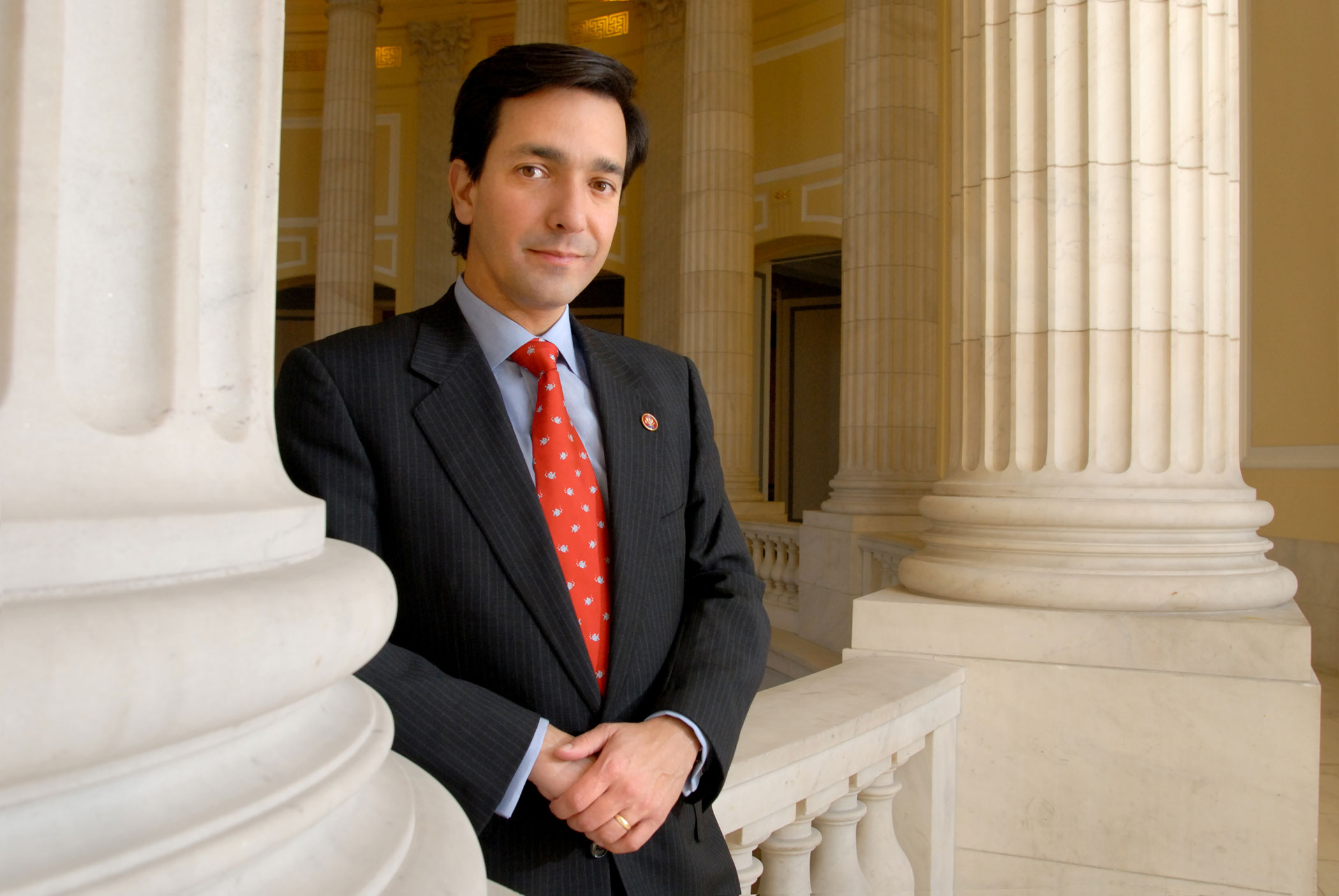
Luis G. Fortuño, Governador de Puerto Rico (2009-2013)

## Eleccions 2012 i plebiscit
Mentre que el governador Luis Fortuño no va poder guanyar la reelecció el 6 de novembre de 2012, el PNP va guanyar per ampli marge les dues preguntes plantejades en una votació plebiscitària sobre l'estatus polític. Cinquanta-quatre per cent va rebutjar la continuació de la relació política territorial actual amb els Estats Units, mentre que el 61% dels que decidian una altra condició política van votar a favor de l'estatidat.

## Afiliació amb partits americans
Tres candidats per governador del PNP es van registrar a nivell nacional com a  Republicans (Luis A. Ferré, Baltasar Corrada i Luis Fortuño) mentre altres tres candidats van registrar-se a nivell nacional com a Demòcrates (Carlos Romero Barceló, Carlos Pesquera i Pedro Rosselló). El Governador més recent, Luis G. Fortuño, es va organitzar en grups amb els Republicans quan era al Congrés i servia com a membre Republicà del Comitè Nacional de Puerto Rico, mentre el Comissionat Resident, Pedro Pierluisi, és un Demòcrata.